# Mayokliniken

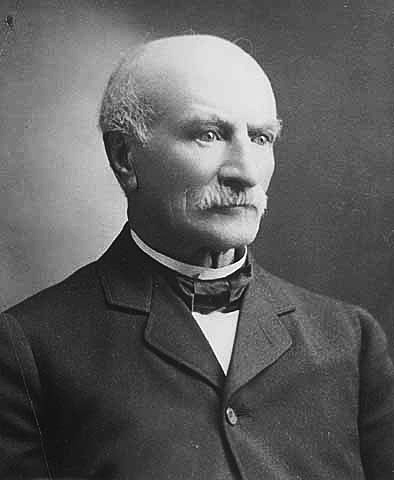
William Worall Mayo, grundare av det som skulle bli Mayokliniken.

Mayokliniken är ett sjukhus i Rochester, Minnesota, USA, grundat 1864 av William Mayo (1819-1911) och hans söner Charles Horace (1865-1939) och William James (1861-1939), samtliga läkare. Efter en anspråkslös start, föranledd av sjukvårdsbehovet efter en cyklon 1883, har Mayokliniken utvecklats till ett berömt centrum för sjukvård samt medicinsk forskning och undervisning.

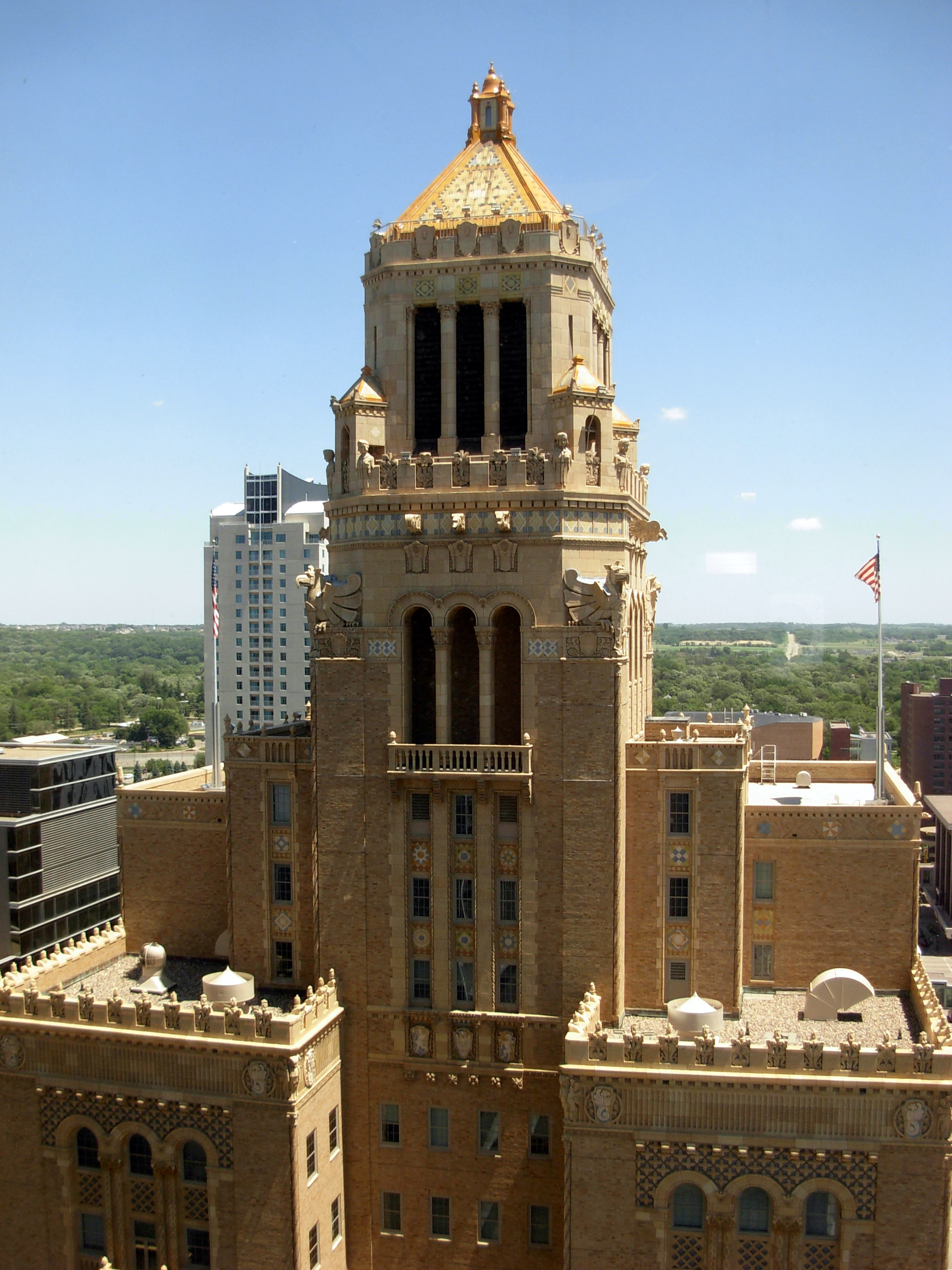
The Plummer Building i Rochester, Minnesota.

Mayokliniken är den första och största integrerade icke-kommersiella medicinska institutionen i världen, och sysselsätter mer än 3 800 läkare och forskare och 50 900 annan allierad hälsovårdspersonal. Sjukhuset är specialiserat på behandling av svåra fall genom tertiärvård. Det spenderar över 500 miljoner USD om året på forskning.
Mayokliniken är rankad som nr 1 på US News & World Reports förteckning över "bästa sjukhus" 2014-15, och har varit nära toppen i mer än 20 år. Den är allmänt betraktad som en av världens absolut främsta kliniker. Den har varit på tidskriften Fortunes lista över USA:s "100 bästa företagen att arbeta för" i åtta år i rad.
Som framgår av Mayoklinikens logotyp, har institutionen ett tredelat fokus. Först och primärt för organisationen är patientvården, som representeras av den centrala skölden. Detta är i enlighet med de primära bestämmelserna för organisationen att "patientens behov kommer först." De andra två sköldarna representerar områdena utbildning och forskning, två områden hos Mayokliniken som blivit mer och mer framträdande med tiden. 
Sedan omkring år 2000 har Mayokliniken också blivit känd för att uppnå hög kvalitet till låg kostnad. En omfattande studie visar att kostnaden som betalas av försäkringsbolagen för att behandla Medicarepatienter under deras tre sista år i livet (de dyraste åren) var endast 54% av jämförbara kostnader i närliggande kliniker och sjukhus. Mayokliniken har granskats och presenterats flera gånger i amerikanska kongressen under tiden för 2009 års sjukvårdsreform, som en förebild för att minska sjukvårdskostnaderna och samtidigt öka kvaliteten för nationen.